# Antonella Ponce
Antonella Ponce (1954-2007) fue una educadora panameña destacada por su labor como docente, investigadora y promotora de la educación preescolar e inicial en Panamá. En 2005, el Ministerio de Educación de Panamá instituyó una condecoración en su honor, para ser concedida anualmente a educadores de educación preescolar.
Presidenta del Comité Preparatorio de la Organización Mundial para la Educación Preescolar, OMEP, en Panamá.
Mediante Decreto n.º 378 del 31 de agosto de 2005, el Ministerio de Educación creó la “Condecoración Antonella Ponce Franco” para ser concedida anualmente, la tercera semana del mes de septiembre a “educadores(as) de Educación Preescolar del Primer Nivel de Enseñanza y de Educación Inicial en servicio activo, que se distingan por su labor pedagógica en el desarrollo integral de la niñez y en la realización de obras de valor cultural y educativo en estos niveles educativos”.

## Obras
- "Las Casas son para Vivir, que no vuelva la guerra". Sobre el efecto de la Invasión sobre los niños de El Chorrillo[4]
- Estado del arte sobre la educación preescolar en Panamá
- Particularidades anatómico-fisiológicas de los niños de 1 a 5 años
- El nivel inicial y la democratización de la educación.  Editorial Cronos, 1991.